# The Pool
Pour plus de détails, voir Fiche technique et Distribution.
The Pool (autonyme : The Pool นรก 6 เมตร,, The Pool Narok 6 Metre ; (litt. « La piscine, enfer 6 mètres ») est un film thaïlandais réalisé par Ping Lumpraploeng, sorti en 2018,.

## Synopsis
Directeur artistique dans une agence de pub, Day se retrouve seul pour nettoyer une gigantesque piscine de 6 mètres de profondeur qui a servi à une séance de prises de vue photographique. Accompagné de son chien, Lucky, exténué par sa tâche, il décide de se reposer sur un matelas gonflable pour profiter du soleil. Malheureusement, à son réveil, il s'aperçoit trop tard que le niveau de l'eau a tellement baissé qu'il ne peut plus sortir de la piscine tout seul d'autant plus que sa petite amie, Koi, s'est blessée en tentant de le rejoindre dans le bassin en sautant d'un plongeoir. Paniqué, il a beau appeler à l'aide, personne ne l'entend pour venir les secourir. Mais un crocodile affamé qui s'est échappé d'un zoo les rejoint pour les dévorer…

## Fiche technique
Sauf indication contraire, les informations mentionnées dans cette section peuvent être confirmées par la base de données cinématographiques IMDb,  présente dans la section « Liens externes ».
- Titre original : The Pool นรก 6 เมตร[6]
- Titre international et français : The Pool
- Réalisation et scénario : Ping Lumpraploeng
- Musique : Chapavich Temnitikul[1]
- Photographie : Prayuk Srithongkul[1]
- Montage : Artit Kenchompoo[1]
- Production : Amornthep Sukmanont, Charoen Kaithitisuwan et Nicha-Orn Palakon[1]
- Production déléguée : Pete Bodharamik, Navamin Prasopnet, Sang Do Lee, Soraj Asavaprapha et Visute Poolvoralucks[1]
- Sociétés de production : TMoment[1] ; Dark Army Studio (coproduction)
- Sociétés de distribution : Mono Film Co., Ltd. (Thaïlande)[1] ; Blaq Out (France)
- Pays de production :  Thaïlande
- Langue originale : thaï
- Format : couleur - 2.35:1
- Genre : horreur de survie
- Durée : 91 minutes[1]
- Dates de sortie :
  - Thaïlande : 27 septembre 2018
  - France : 7 juillet 2021 (DVD)[7]

## Distribution
- Theeradej Wongpuapan  : Day
- Ratnamon Ratchiratham : Koi
- Kongkiat Komesiri[1]

## Accueil

### Sorties et festivals
Le film est sorti le 27 septembre 2018 en Thaïlande.
Il est présenté, le 12 avril 2019, au Festival international du film fantastique de Bruxelles, où il reçoit une mention spéciale et le prix de la Critique, et, le 13 septembre de la même année, au Festival européen du film fantastique de Strasbourg. Il est aussi présenté en 2019 au Festival international du film fantastique de Neuchâtel.
En France, il sort le 7 juillet 2021 en DVD.

### Critiques
Sur l'agrégateur américain Rotten Tomatoes, il récolte 96 % d'opinions favorables pour 23 critiques et une note moyenne de 7.23⁄10.
En France sur le site Allociné, le film obtient une note moyenne de 1.9⁄5 de la part des spectateurs, avec 247 votants et 37 critiques.